# Leutenbach (Baviera)
Leutenbach è un comune tedesco di 1 752 abitanti, situato nel land della Baviera.